# Francis Suárez
Francisco Manuel Suárez Arteaga, detto Francis (Las Palmas de Gran Canaria, 6 gennaio 1987), è un ex calciatore spagnolo, di ruolo centrocampista.

## Biografia
Anche suo fratello Sergio è un calciatore di ruolo centrocampista, entrambi hanno giocato insieme nel Las Palmas.

## Carriera
Nato a Las Palmas nelle Isole Canarie, è cresciuto nel settore giovanile del Las Palmas, ma ha fatto il suo debutto in prima squadra con il Castillo mentre era in prestito. Al suo ritorno, ha poi trascorso un'intera stagione con la seconda squadra, in Tercera División; il 7 gennaio 2007 ha esordito in prima squadra, entrando come sostituto al minuto '70 in un 2-2 in trasferta contro il Salamanca per il campionato di Segunda División.
Nelle successive sette stagioni, tutte in seconda divisione, ha trovato poco spazio, giocando un picco di 20 partite nella stagione 2007-2008. Ha segnato la sua prima rete il 14 novembre 2007, nella sconfitta casalinga per 2-4 contro il Villarreal in Coppa del Re.
In vista della stagione 2010-2011, è stato ceduto in prestito al Ponferradina, collezionando solo 6 presenze, conclusa con la retrocessione del club. Nella stagione 2013-2014, non è stato inserito nella rosa e, nel giugno 2014, ha firmato un contratto con i finlandesi dell'Inter Turku, formazione militante in Veikkausliiga.
Ha segnato la sua prima rete nella massima serie finlandese l'8 giugno 2014, contribuendo alla vittoria dell'Inter per 2-1 in casa contro il TPS.

## Statistiche

### Presenze e reti nei club
Statistiche aggiornate al 4 giugno 2021.
| Stagione          | Squadra           | Campionato        | Campionato | Campionato | Coppe nazionali | Coppe nazionali | Coppe nazionali | Coppe continentali | Coppe continentali | Coppe continentali | Altre coppe | Altre coppe | Altre coppe | Totale | Totale |
| Stagione          | Squadra           | Comp              | Pres       | Reti       | Comp            | Pres            | Reti            | Comp               | Pres               | Reti               | Comp        | Pres        | Reti        | Pres   | Reti   |
| ----------------- | ----------------- | ----------------- | ---------- | ---------- | --------------- | --------------- | --------------- | ------------------ | ------------------ | ------------------ | ----------- | ----------- | ----------- | ------ | ------ |
| 2007-2008         | Las Palmas        | SD                | 19         | 0          | CR              | 2               | 1               |                    | -                  | -                  |             | -           | -           | 21     | 1      |
| 2008-2009         | Las Palmas        | SD                | 10         | 0          | CR              | 1               | 0               |                    | -                  | -                  |             | -           | -           | 11     | 0      |
| 2009-2010         | Las Palmas        | SD                | 19         | 1          | CR              | 2               | 0               |                    | -                  | -                  |             | -           | -           | 21     | 1      |
| Totale Las Palmas | Totale Las Palmas | Totale Las Palmas | 48         | 1          |                 | 5               | 1               |                    | -                  | -                  |             | -           | -           | 53     | 1      |
| 2010-2011         | Ponferradina      | SD                | 6          | 1          | CR              | 0               | 0               |                    | -                  | -                  |             | -           | -           | 6      | 1      |
| 2011-2012         | Las Palmas        | SD                | 16         | 1          | CR              | 1               | 0               |                    | -                  | -                  |             | -           | -           | 20     | 0      |
| 2012-2013         | Las Palmas        | SD                | 10         | 0          | CR              | 3               | 0               |                    | -                  | -                  |             | -           | -           | 13     | 0      |
| Totale Las Palmas | Totale Las Palmas | Totale Las Palmas | 26         | 1          |                 | 4               | 0               |                    | -                  | -                  |             | -           | -           | 30     | 1      |
| 2014              | Inter Turku       | VL                | 20         | 2          | CF              | 1               | 0               |                    | -                  | -                  |             | -           | -           | 21     | 2      |
| gen.-giu. 2016    | Izarra            | SDB               | 12         | 2          |                 | -               | -               |                    | -                  | -                  |             | -           | -           | 12     | 2      |
| 2018-gen. 2019    | Izarra            | SDB               | 16         | 0          |                 | -               | -               |                    | -                  | -                  |             | -           | -           | 16     | 0      |
| Totale carriera   | Totale carriera   | Totale carriera   | 129        | 7          |                 | 10              | 1               |                    | -                  | -                  |             | -           | -           | 139    | 8      |